# Nicolás Bravo 1ra. Sección, Juárez
Nicolás Bravo 1ra. Sección är en ort i Mexiko.   Den ligger i kommunen Juárez och delstaten Chiapas, i den sydöstra delen av landet, 700 km öster om huvudstaden Mexico City. Nicolás Bravo 1ra. Sección ligger 24 meter över havet och antalet invånare är 171.
Terrängen runt Nicolás Bravo 1ra. Sección är platt. Runt Nicolás Bravo 1ra. Sección är det ganska glesbefolkat, med 31 invånare per kvadratkilometer. Närmaste större samhälle är Pueblo Juárez, 4,4 km sydväst om Nicolás Bravo 1ra. Sección. I omgivningarna runt Nicolás Bravo 1ra. Sección växer i huvudsak städsegrön lövskog.